# Зоотрополіс 2
«Зоотрополіс 2» (англ. Zootopia 2) — майбутній американський комп'ютерно-анімаційний комедійно-пригодницький фільм про друзів-поліцейських, знятий студією Walt Disney Animation Studios, продовження мультфільму «Зоотрополіс». Про фільм було офіційно оголошено генеральним директором Disney Бобом Айґером у лютому 2023 року, але подальші подробиці виробництва поки що не розголошуються . Прем'єра мультфільму відбудеться 26 листопада 2025 року.

## Синопсис
Джуді та Нік опиняються на звивистому сліді таємничої рептилії, яка прибуває до Зоотрополісу і перевертає мегаполіс ссавців з ніг на голову. Щоб розкрити справу, Джуді та Нік повинні піти під прикриттям у неочікувані нові частини міста.— Walt Disney Animation Studios

## Виробництво
У період з 2020 по 2022 рік через епідемію коронавірусу та її вплив на кіновиробництво та кінопрокат, а також з інших причин Disney не змогла створити анімаційний блокбастер звичного для себе масштабу. «Райя і останній дракон» і «Дивний світ» не змогли заробити в прокаті, а «Енканто», хоча і вважався хітом, також не приніс очікуваного прибутку . На цьому тлі, а також на тлі успіху інших анімаційних студій у виставі касових хітів,  Disney були змушені сформулювати план повернення своїх анімаційних студій до прибутковості. У світлі цього в розмові з акціонерами Disney в лютому 2023 року генеральний директор компанії Боб Айґер оголосив, що в найближчі роки анімаційні студії Walt Disney і Pixar зосередяться на успішних франшизах, що являють собою безпечні інвестиції, і оголосив про виробництво трьох сиквелів: «Холодне серце 3» і «Зоотрополіс 2» від Disney, та «Історія іграшок 5» від Pixar, чиї попередники заробили більше мільярда доларів кожен і були номіновані або отримали Оскар. У той же час Айґер оголосив про звільнення 7000 співробітників компанії, що, як очікується, заощадить Disney 5,5 млрд доларів .
У серпні 2024 року були представлені перші кадри майбутнього мультфільму. Також було оголошено нових персонажів, серед яких — гадюка. Це буде перша рептилія у світі «Зоотрополіса».
Тизер-постер фільму був представлений 19 травня 2025 року, а тизер-трейлер був випущений наступного дня, 20 травня. Офіційний трейлер вийшов 31 липня